# Височанська селищна рада
Височа́нська се́лищна ра́да — адміністративно-територіальна одиниця та орган місцевого самоврядування в Харківському районі Харківської області. Адміністративний центр — селище міського типу Високий.

## Загальні відомості
Височанська селищна рада утворена в 1938 році.
- Територія ради: 21,23 км²
- Населення ради: 12 543 особи (станом на 2001 рік)

## Населені пункти
Селищній раді підпорядковані населені пункти:
- смт Високий
- с-ще Нова Березівка

## Склад ради
Рада складається з 36 депутатів та голови.
- Голова ради: Дурнєв Євген Миколайович
- Секретар ради: Нетецька Тетяна Іванівна

### Керівний склад попередніх скликань
| Прізвище, ім'я, по батькові   | Основні відомості                                                | Дата обрання | Дата звільнення |
| ----------------------------- | ---------------------------------------------------------------- | ------------ | --------------- |
| Глуменко Володимир Сергійович | Селищний голова, 1948 року народження, безпартійний              | 26.03.2006   | 31.10.2010      |
| Дурнєв Євген Миколайович      | Селищний голова, 1967 року народження, освіта вища, безпартійний | 31.10.2010   |                 |

Примітка: таблиця складена за даними сайту Верховної Ради України

### Депутати
За результатами місцевих виборів 2010 року депутатами ради стали:

#### За суб'єктами висування
| Суб'єкт висування                                       | Кількість обраних депутатів | %    |
| ------------------------------------------------------- | --------------------------- | ---- |
| Самовисування                                           | 16                          | 44,4 |
| Партія регіонів                                         | 8                           | 22,2 |
| Партія «Відродження»                                    | 6                           | 16,7 |
| Комуністична партія України                             | 4                           | 11,1 |
| Зелена екологічна партія України «Райдуга»              | 1                           | 2,8  |
| Політична партія Всеукраїнське об'єднання «Батьківщина» | 1                           | 2,8  |

#### За округами
| № округу                                                | Прізвище, ім'я, по батькові       | Дата визнання обраним | Освіта  | Партійна приналежність                            | Відомості про обраного депутата |
| ------------------------------------------------------- | --------------------------------- | --------------------- | ------- | ------------------------------------------------- | --- |
| Зелена екологічна партія України «Райдуга»              |                                   |                       |         |                                                   | |
| 13                                                      | Макєєв Андрій Юрійович            | 27.12.2010            | вища    | член Зеленої екологічної партії України «Райдуга» | приватний підприємець |
| Комуністична партія України                             |                                   |                       |         |                                                   | |
| 2                                                       | Буніна Жанна Борисівна            | 02.11.2010            | вища    | позапартійна                                      | приватний підприємець |
| 3                                                       | Беседін Володимир Андрійович      | 02.11.2010            | вища    | позапартійний                                     | Локомотивне депо «Харків-Сортувальний» статутного територіально-галузевого об'єднання «Південна залізниця», машиніст                   |
| 8                                                       | Авраменко Євген Олександрович     | 02.11.2010            | вища    | позапартійний                                     | студент |
| 32                                                      | Нечмоглод Сергій Якович           | 02.11.2010            | вища    | позапартійний                                     | приватний підприємець |
| Партія «ВІДРОДЖЕННЯ»                                    |                                   |                       |         |                                                   | |
| 7                                                       | Мерцалова Олена Миколаївна        | 02.11.2010            | вища    | позапартійна                                      | Комунальний заклад охорони здоров'я "Обласний спеціалізований будинок дитини «Зелений Гай», вихователь                                 |
| 11                                                      | Терещенко Ольга Анатоліївна       | 02.11.2010            | вища    | позапартійна                                      | тимчасово не працює |
| 12                                                      | Новікова Наталя Олександрівна     | 02.11.2010            | вища    | позапартійна                                      | Комунальний заклад охорони здоров'я "Обласний спеціалізований будинок дитини «Зелений Гай», вихователь                                 |
| 14                                                      | Григор Інесса Юріївна             | 02.11.2010            | вища    | позапартійна                                      | Комунальний заклад охорони здоров'я "Обласний спеціалізований будинок дитини «Зелений Гай», бухгалтер                                  |
| 22                                                      | Троїцький Анатолій Васильович     | 02.11.2010            | вища    | член Партії «ВІДРОДЖЕННЯ»                         | Статутне територіально-галузеве об'єднання «Південна залізниця», начальник цеху                                                        |
| 28                                                      | Донець Олександр Леонідович       | 02.11.2010            | вища    | член Партії «ВІДРОДЖЕННЯ»                         | Статутне територіально-галузеве об'єднання «Південна залізниця», електромеханік СЦБ                                                    |
| Партія регіонів                                         |                                   |                       |         |                                                   | |
| 4                                                       | Фатєєва Вікторія Анатоліївна      | 02.11.2010            | вища    | член Партії регіонів                              | тимчасово не працює |
| 5                                                       | Говоров Віктор Володимирович      | 02.11.2010            | вища    | член Партії регіонів                              | пенсіонер |
| 6                                                       | Батіщева Олександра Дмитрівна     | 02.11.2010            | вища    | позапартійна                                      | Зеленогайська загальноосвітня школа I-III ст., вчитель                                                                                 |
| 9                                                       | Вінокуров Олег Борисович          | 02.11.2010            | вища    | член Партії регіонів                              | Харківський національний університет ім. В. Каразіна, оператор газової котельні                                                        |
| 18                                                      | Пономаренко Андрій Анатолійович   | 02.11.2010            | вища    | член Партії регіонів                              | приватний підприємець |
| 19                                                      | Зав'ялова Аліса Олексіївна        | 02.11.2010            | вища    | член Партії регіонів                              | Комунальний дошкільний заклад «Ясла-сад» сел. Високий, завідувачка                                                                     |
| 20                                                      | Журавель Галина Дмитрівна         | 02.11.2010            | вища    | член Партії регіонів                              | Автотурбаза «Кемпінг», директор |
| 26                                                      | Малишко Юрій Іванович             | 02.11.2010            | вища    | член Партії регіонів                              | приватний підприємець |
| Політична партія Всеукраїнське об'єднання «Батьківщина» |                                   |                       |         |                                                   | |
| 31                                                      | Кравченко Світлана Іванівна       | 02.11.2010            | вища    | член Всеукраїнського об'єднання «Батьківщина»     | Комунальне підприємство «Ритуал», бухгалтер                                                                                            |
| Самовисування                                           |                                   |                       |         |                                                   | |
| 1                                                       | Делій Віктор Петрович             | 02.11.2010            | вища    | позапартійний                                     | Височанська селищна рада, робітник по благоустрою цвинтаря                                                                             |
| 10                                                      | Мазанько Володимир Іванович       | 02.11.2010            | вища    | позапартійний                                     | пенсіонер |
| 15                                                      | Комягін Леонід Петрович           | 02.11.2010            | вища    | позапартійний                                     | Харківський районний центр дитячої та юнацької творчості, сторож                                                                       |
| 16                                                      | Курілко Наталя Олексіївна         | 02.11.2010            | вища    | позапартійна                                      | Височанська селищна рада, інспектор ВУС                                                                                                |
| 17                                                      | Селіверстов Вячеслав Федорович    | 02.11.2010            | вища    | позапартійний                                     | приватний підприємець |
| 21                                                      | Спектор Віталій Олександрович     | 02.11.2010            | середня | позапартійний                                     | тимчасово не працює |
| 23                                                      | Дурнева Вікторія Олександрівна    | 02.11.2010            | вища    | позапартійна                                      | приватний підприємець |
| 24                                                      | Подколзін Микола Васильович       | 02.11.2010            | середня | член Партії регіонів                              | приватний підприємець |
| 25                                                      | Кашкін Ярослав михайлович         | 14.11.2010            | вища    | позапартійний                                     | ТОВ «С-Транс», менеджер |
| 27                                                      | Кулік Олександр Володимирович     | 02.11.2010            | вища    | позапартійний                                     | тимчасово не працює |
| 29                                                      | Курган Валентина Іванівна         | 02.11.2010            | вища    | позапартійна                                      | приватний підприємець |
| 30                                                      | Радченко Людмила Сергіївна        | 02.11.2010            | вища    | позапартійна                                      | Комунальне підприємство «Харківський метрополітен», начальник дільниці ст. «Холодна гора»                                              |
| 33                                                      | Конельський Олександр Миколайович | 02.11.2010            | середня | позапартійний                                     | приватний підприємець |
| 34                                                      | Нетецька Тетяна Іванівна          | 02.11.2010            | вища    | позапартійна                                      | Харківська обласна державна податкова інспекція, керівник підрозділу                                                                   |
| 35                                                      | Черненко Ірина Анатоліївна        | 02.11.2010            | вища    | член Всеукраїнського об'єднання «Батьківщина»     | Управління праці та соц. захисту населення Харківської р-ної держ. адміністрації Територіальний центр Харківського р-ну, соц. робітник |